# Binoclu

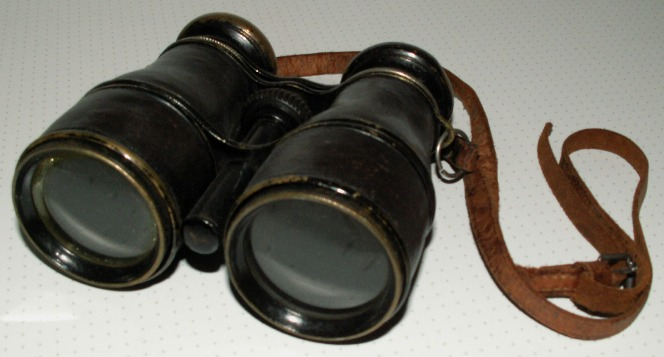
Binoclu

Binoclul este un instrument optic, folosit pentru observarea obiectelor aflate la mare depărtare, cu ajutorul unor mici lunete terestre. Are rol asemănător lunetei/ocheanului, dar față de acesta, binoclul oferă efectul de stereoscopie, ceea ce face observarea mai clară a reliefului imaginilor și o apreciere mai bună a distanței. 

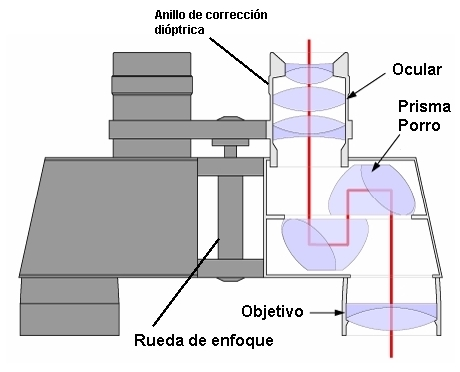
Părți componente

## Istorie
Ocheanul binoclu a fost inventat în 1608, de către Hans Lippershey, un optician neerlandez.

## Construcții optice

### Binoclu galilean
Curând după invenția lunetei astronomice, pare să fi fost explorate avantajele montării a două astfel de lunete, una lângă cealaltă, pentru vederea binoculară. Majoritatea binoclurilor timpurii au utilizat optica galileană; adică au folosit un obiectiv convex și un ocular concav. Construcția galileană are avantajul de a prezenta o imagine dreaptă, dar are un câmp de vedere îngust și nu este capabil să mărească foarte mult. Acest tip de construcție, este încă folosit în modele foarte ieftine și în binoclurile de teatru sau în lorniete. Construcția galileană este de asemenea folosit la lupele chirurgicale binoculare cu mărire redusă și lupe pentru bijutieri, deoarece acestea pot fi foarte scurte și pot produce o imagine dreaptă fără o montarea optică complexă sau neobișnuită, reducând cheltuielile și greutatea totală. Ele au, de asemenea, o ieșire mai mare, făcând pupila să se contracte mai puțin, iar câmpul îngust de vizualizare funcționează bine în acele aplicații.  De obicei, ele sunt montate pe o ramă de ochelari sau se potrivesc personalizat pe ochelari (ceasornicari, chirurgi).

### Binoclu keplerian
O imagine îmbunătățită și o mărire superioară s-a obținut la binoclurile kepleriene, unde imaginea formată de lentilele obiectivului este privită prin oculare pozitive. Deoarece configurația kepleriană produce o imagine inversată, au fost utilizate diverse metode  pentru a prezenta imaginea într-un mod corect.

#### Binocluri cu lentile pentru inversare

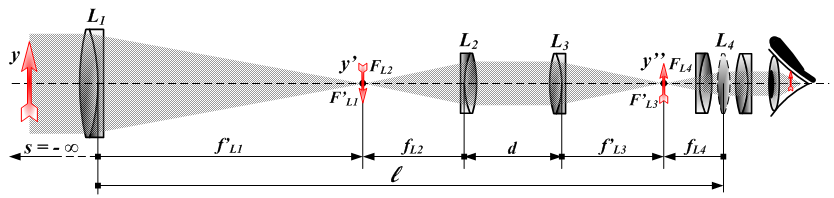
Secțiunea transversală a ansamblului de lentile releu - sistemul 2.

În binoclurile fără prisme, cu optică kepleriană (care uneori erau numite „lunete gemene”), fiecare tub avea între obiectiv și ocular una sau două lentile suplimentare (ansamblu de lentile releu). Aceste lentile sunt folosite pentru a mări imaginea. Binoclurile cu lentile de inversare au un dezavantaj serios: ele sunt prea lungi. Astfel de binocluri au fost populare în anii 1800 (de exemplu, modelele G. & S. Merz), dar au fost depășite la scurt timp după ce compania lui Karl Zeiss a introdus în anii 1890 binocluri îmbunătățite, cu prismă.

#### Binocluri cu prismă
Prismele optice adăugate construcției reprezintă o altă modalitate de a transforma imaginea în mod corect, de obicei printr-o prismă Porro sau prismă roof.

##### Binoclurile cu prismă Porro

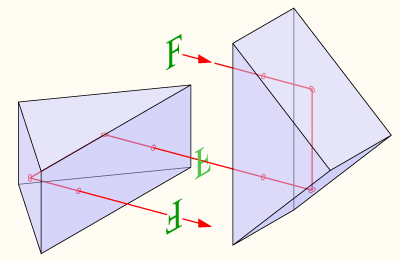
Drumul optic prin prisma dubla Porro

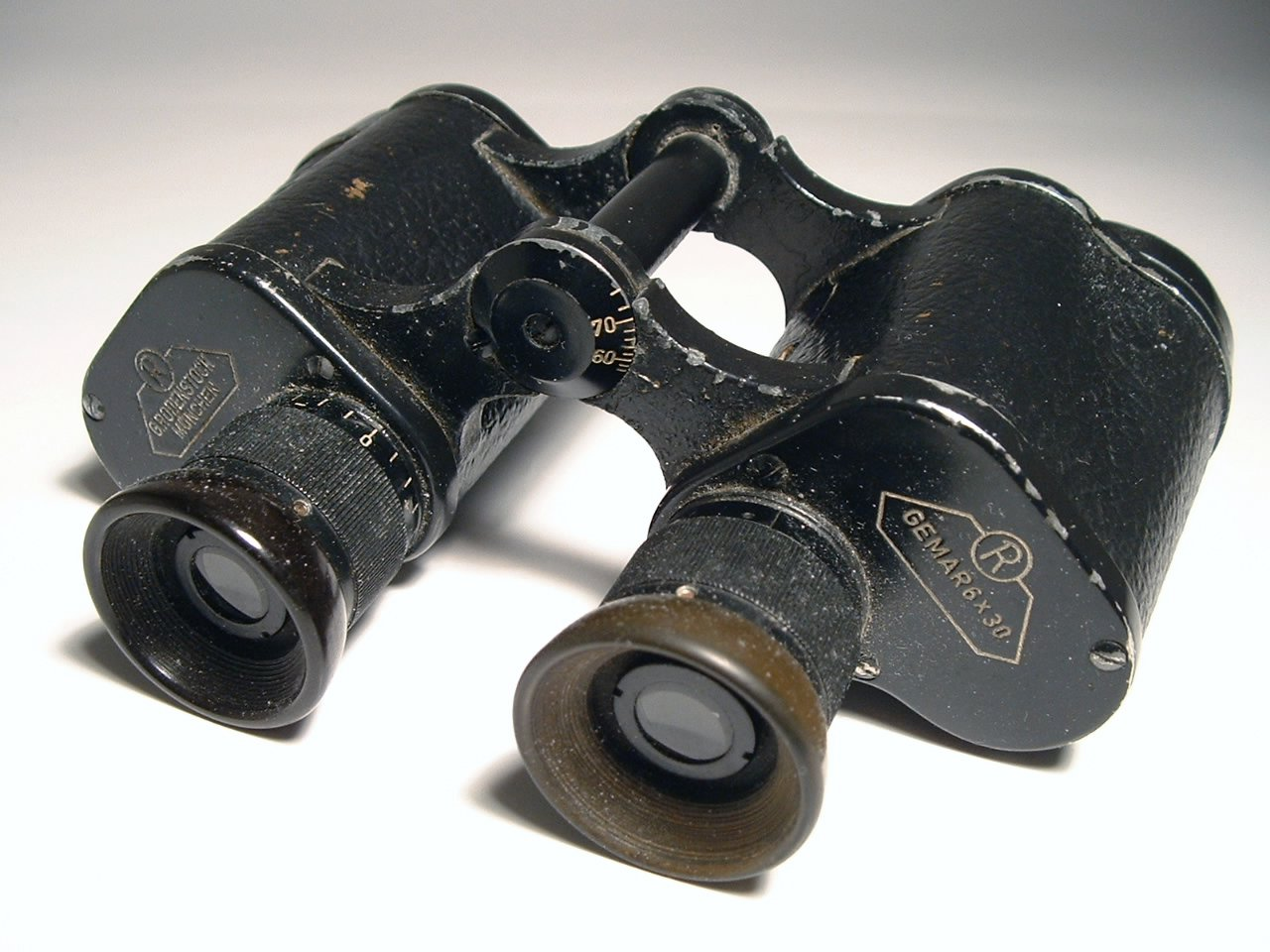
Binoclu cu prisme

Binoclurile cu prismă Porro sunt numite după opticianul italian Ignazio Porro, care a brevetat acest sistem de inversare a imaginii in 1854, și care ulterior a fost perfecționat de producători precum compania Carl Zeiss în anii 1890. Binoclurile de acest tip utilizează o prismă Porro într-o configurație dublă a prismei în formă de Z pentru a inversa imaginea, adică schimbă parcursul luminii între lentila frontală și ocular. Această caracteristică este specifică binoclurilor largi, cu lentilele obiectivului bine separate, dar compensate de oculare. Soluția cu prismă Porro are avantajul suplimentar al plierii căii optice, astfel încât lungimea fizică a binoclurilor să fie mai mică decât lungimea focală a obiectivului, iar distanța mai mare dintre obiective oferă o mai bună senzație de profunzime. Astfel, dimensiunea longitudinală a binoclurilor este redusă.

### Parametrii optici

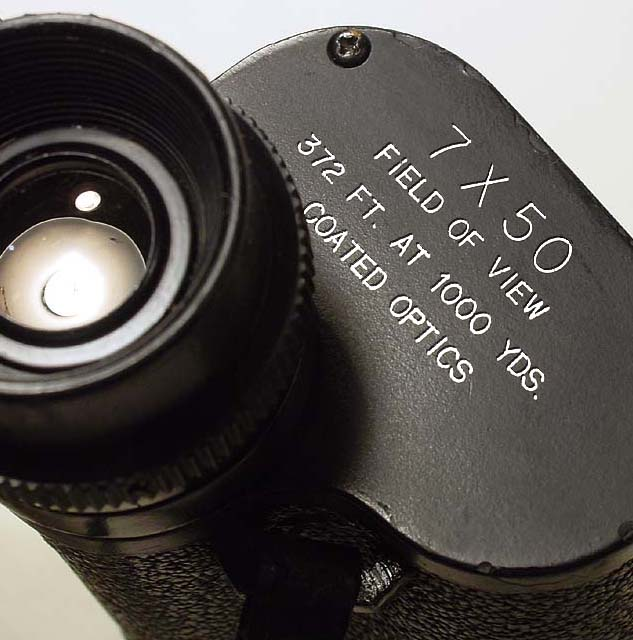
Parametrii gravați pe placă descriu grosismentul optic (puterea de mărire), care este de 7 x și diametrul obiectivului, care este de 50 mm; lărgimea câmpului vizual este de 372 picioare (1.000 m) la distanța de 1.000 yarzi (910 m).

Binoclurile, de obicei, sunt concepute pentru aplicații specifice. Aceste modele diferite necesită anumiți parametri optici care pot fi enumerați pe placa de acoperire a prismei binoclurilor. Acești parametri sunt:

#### Grosismentul
Primul număr într-o descriere a unui binoclu (de ex. 7x35, 8x50) este grosismentul, o mărime adimensională definită ca fiind raportul dintre distanța focală a obiectivului și distanța focală a ocularului. Acesta oferă puterea de mărire a binoclurilor (uneori exprimate ca „diametre”). De exemplu, un factor de mărire de 7 produce o imagine de 7 ori mai mare decât originalul văzut de la acea distanță. Alegerea grosismentului depinde de aplicația dorită, iar în majoritatea binoclurilor este o caracteristică permanentă, nereglabilă, a dispozitivului (cu excepția binoclului cu zoom). Binoclurile de mână au, în mod obișnuit, măriri cuprinse între 7x și 10x, pentru a fi mai puțin sensibile la tremurul mâinilor. O mărire mai mare duce la un câmp vizual mai mic și poate necesita un trepied pentru stabilitatea imaginii. Unele binocluri specializate pentru astronomie sau pentru utilizări militare au măriri de la 15x la 25x.

#### Diametrul obiectivului
Al doilea număr din descrierea binoclului (de ex. 7x35, 8x50) este diametrul obiectivului, care determină rezoluția (claritatea) și cât de multă lumină poate fi captată pentru a forma imaginea. Când două binocluri diferite au o mărire egală, o calitate egală și produc o potrivire suficientă a pupilei de ieșire (vezi mai jos), diametrul obiectivului mai mare produce o imagine „mai strălucitoare  și mai clară”.

#### Câmp de vizualizare
Câmpul vizual al unei perechi de binocluri depinde de construcția optică și în general este invers proporțional cu puterea de mărire. Este de obicei notat printr-o valoare liniară, cum ar fi câți metri în lățime vor fi văzuți de la 1000 de metri, sau într-o valoare unghiulară, de câte grade pot fi văzute.

#### Distanța de focalizare apropiată
Distanța de focalizare apropiată este cel mai apropiat punct pe care se poate focaliza binoclul. Această distanță variază de la aproximativ 0,5 m până la 30 m, în funcție de proiectarea binoclurilor. Dacă distanța de focalizare este mică (apropiată), binoclul poate fi utilizat și pentru a vedea detalii care nu sunt vizibile cu ochiul liber (ca o lupă).

#### Relieful ocular
Relieful ocular este distanța de la obiectivul ocular din spate la ochi. Aceasta este distanța la care observatorul trebuie să-și poziționeze ochiul în spatele ocularului pentru a vedea o imagine clară. Cu cât distanța de focalizare a ocularului este mai mare, cu atât este mai mare potențialul de reducere a reliefului ocular. Binoclurile pot avea relief ocular, variind de la câțiva milimetri până la 2,5 cm sau mai mult. În practică această distanță se obține printr-un distanțier care înconjoară ocularul, distanțier de care „se lipește” ochiul.

## Construcția mecanică

### Focalizare și ajustare

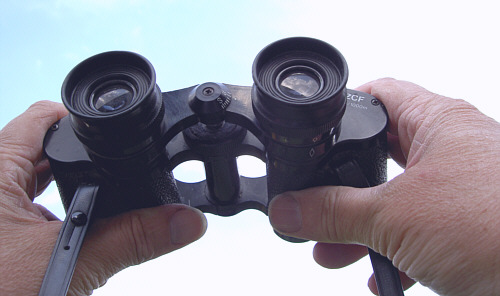
Binoclu cu focalizare centrală cu reglarea distanței interpupilare

Binoclurile au un sistem de focalizare, care modifică distanța dintre oculare și obiective. În mod normal, există două aranjamente diferite folosite pentru asigurarea focalizării: „focalizare independentă” și „focalizare centrală”:
- Focalizarea separată este o metodă prin care cele două telescoape sunt focalizate individual prin ajustarea fiecărui ocular. Binoclurile, concepute pentru utilizarea pe terenul de luptă, cum ar fi aplicațiile militare, în mod tradițional au utilizat focalizarea separată.

- Focalizarea centrală este o metodă care utilizează rotirea unei roți centrale de focalizare, pentru a regla ambele tuburi. În plus, unul dintre cele două oculare poate fi ajustat în continuare, pentru a compensa diferențele dintre ochii celui ce privește (de obicei prin rotirea ocularului în suportul său). Deoarece schimbarea focală efectuată de ocularul reglabil poate fi măsurată în unitatea obișnuită a puterii de refracție, dioptrii, ocularul ajustabil în sine este adesea numit o dioptrie. Odată ce această ajustare a fost făcută pentru o anumită persoană, binoclul poate fi refocalizat pe un obiect la o distanță diferită, utilizând rotița de focalizare pentru a regla ambele tuburi, fără reajustarea ocularului.

Există binocluri „fără focalizare” sau „focalizare fixă”, care nu au un alt mecanism de focalizare decât reglajele ocularului care sunt destinate a fi setate pentru ochii utilizatorului și care rămân fixe. Acestea sunt considerate a fi modele de compromis, potrivite pentru confort, dar care nu sunt potrivite pentru lucrări care se încadrează în afara gamei pentru care au fost proiectate.
În general, binoclurile pot fi utilizate fără ochelari de vedere de către persoanele cu miopie sau  hipermetropie, prin simpla ajustare a focalizării. Majoritatea producătorilor lasă o mică marjă suplimentară pentru distanța focală dincolo de infinit pentru a ține cont de acest lucru atunci când se focalizează la infinit. Totuși, persoanele cu astigmatism sever ar putea fi nevoite să-și folosească ochelarii în timp ce folosesc binocluri.

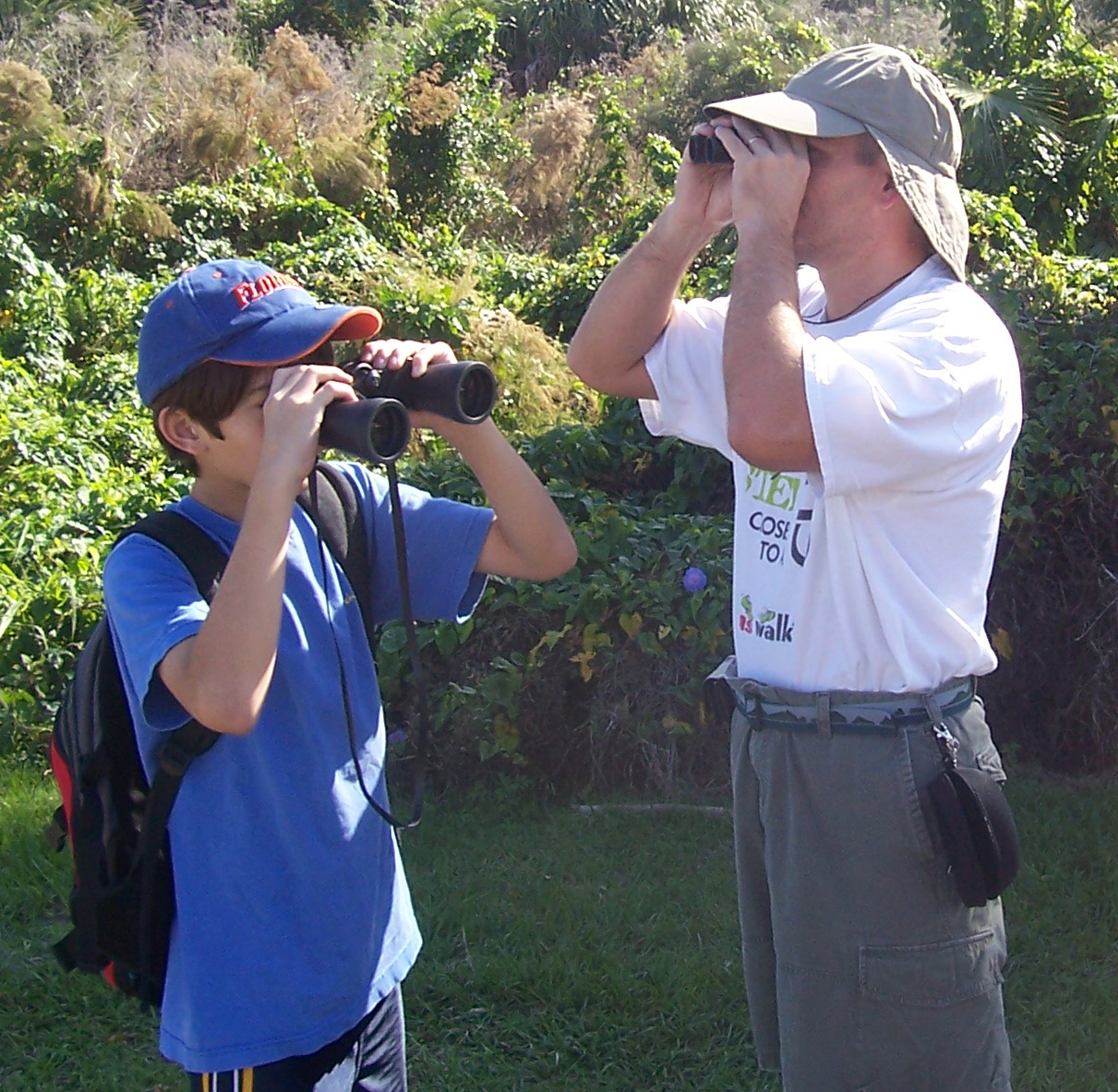
Oameni folosind binocluri

Cele mai multe binocluri moderne reglabile printr-o construcție articulată, care permite ajustarea distanței dintre cele două jumătăți ale binoclului pentru a se potrivi cu distanța interpupilară a utilizatorilor. Cele mai multe sunt optimizate pentru distanța interpupilară (de obicei 56 mm) pentru adulți.

### Stabilitatea imaginii
Unele binocluri folosesc tehnologia de stabilizare a imaginii pentru a reduce tremurul ei la un grosisment mai mare. Acest lucru se realizează giroscopic sau inerțial, ori prin intermediul unui suport prevăzut să se opună și să atenueze efectul mișcărilor. Stabilizarea poate fi activată sau dezactivată de către utilizator în funcție de necesități. Aceste tehnici permit binoclurilor de până la 20× să fie ținute în mână și îmbunătățesc mult stabilitatea imaginii instrumentelor cu grosisment mare. Există unele dezavantaje: imaginea poate să nu fie la fel de bună, ca la cele mai bune binocluri nestabilizate când sunt fixate pe trepied. Dar binoclurile stabilizate tind să fie mai scumpe și mai grele decât binoclurile nestabilizate având caracteristici similare.

### Aliniere
Cele două jumătăți ale binoclului sunt aliniate în paralel (colimate), pentru a produce o singură imagine circulară, aparent tridimensională. Alinierea necorespunzătoare va determina binoclul să producă o imagine dublă. Chiar și o nealiniere ușoară va provoca un vag disconfort și oboseală vizuală pe măsură ce creierul încearcă să combine imaginile nealiniate. 
Alinierea se realizează prin mici deplasări ale prismelor sau prin reglarea celulei interne de inversare, prin rotirea șuruburilor externe de fixare sau prin reglarea poziției obiectivului prin inele excentrice încorporate în celula obiectivului. Alinierea se face de obicei de către un profesionist, deși elementele de reglare montate extern pot fi accesate de utilizator.

## Acoperiri optice

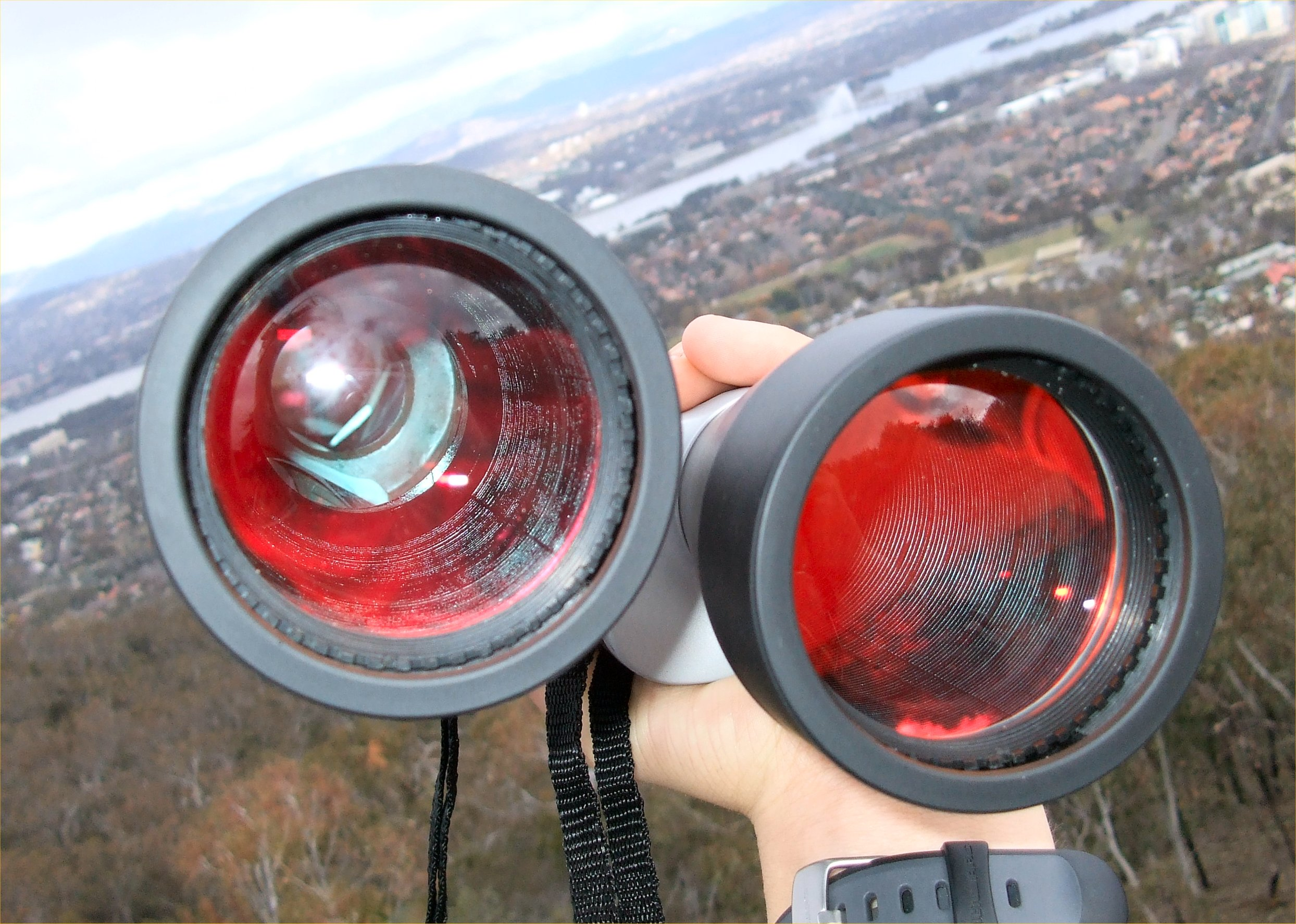
Binocluri cu straturi multiple de acoperire roșii

Deoarece un binoclu obișnuit are de la 6 până la 10 elemente optice  cu caracteristici speciale și până la 16 suprafețe aer-sticlă, producătorii de binocluri folosesc diferite tipuri de acoperiri optice din motive tehnice și pentru a îmbunătăți imaginea pe care o produc.

### Acoperiri antireflexe
Straturile antireflexe reduc lumina pierdută la fiecare suprafață optică prin reflexie. Reducerea reflexiei prin acoperiri antireflexe reduce și cantitatea de lumină „pierdută” în interiorul binoclului, pierdere care ar face ca imaginea să apară neclară (cu contrast scăzut). Un binoclu cu acoperiri optice bune poate da o imagine mai luminoasă decât un binoclu fără astfel de acoperiri, chiar cu un obiectiv mai mare, datorită transmiterii superioare a luminii prin ansamblul optic. Un material clasic de acoperire a lentilelor este fluorura de magneziu, care reduce lumina reflectată de la 5 % la 1 %. Acoperirile moderne ale lentilelor sunt formate dintr-un complex de mai multe straturi și reflectă doar 0,25 % sau mai puțin, pentru a obține o imagine cu luminozitate maximă și culori naturale.

### Acoperiri de corectare a fazei
În binoclurile cu prisme roof, traiectoria luminii este divizată în două căi, care se reflectă pe fiecare parte a crestei prismei roof. O jumătate din lumină se reflectă de la suprafața roof 1 la suprafața roof 2. Cealaltă jumătate a luminii se reflectă de pe suprafața roof 2 la suprafața roof 1. Aceasta determină ca lumina să devină parțial polarizată (datorită unui fenomen numit unghiul lui Brewster). În timpul reflexiilor ulterioare, direcția acestui vector de polarizare este schimbată, dar este modificată diferit pentru fiecare cale într-un mod similar cu un pendul Foucault. Atunci când lumina care parcurge cele două căi este recombinată, vectorii de polarizare ai fiecărei căi nu coincid. Unghiul dintre cele doi vectori de polarizare se numește schimbarea de fază, fază geometrică sau fază Berry. Această interferență între cele două căi cu fază geometrică diferită are ca rezultat o distribuție a intensității variabile a imaginii, reducând contrastul și rezoluția aparentă. Aceste efecte de interferență nedorite pot fi suprimate prin depunerea pe suprafețele prismei roof a unui strat de acoperire dielectric, cunoscut sub numele de acoperire de corecție de fază sau de acoperire-P. Această acoperire corectează diferența dintre faza geometrică dintre cele două căi, astfel încât ambele au aceeași schimbare de fază și nu apar interferențe care să degradeze imaginea.

### Acoperiri metalice (oglinzi)
În binoclurile cu prisme de roof Schmidt-Pechan, pe unele suprafețe ale prismei roof se adaugă straturi oglindă deoarece lumina intră prin una din interfețele sticlă-aer a prismei la un unghi mai mic decât unghiul critic, astfel încât reflexia totală internă nu are loc. Fără o oglindă, o mare parte a luminii ar fi pierdută. Prisma roof Schmidt-Pechan este acoperită cu straturi de oglindire din aluminiu (reflexie de 87 % până la 93 %) sau argint (reflexie de 95 % până la 98 %).
În cazul modelelor mai vechi, neetanșe, au fost utilizate acoperiri cu argint, dar aceste straturi se oxidau și își pierdeau proprietățile de reflexie în timp. Acoperirile cu aluminiu au fost utilizate în modelele ulterioare neetanșe, chiar dacă au o reflexie mai mică decât cele din argint. Modelele moderne folosesc fie aluminiu, fie argint. Argintul este utilizat în modele moderne de înaltă calitate, care sunt etanșate și umplute cu o atmosferă inertă de azot sau argon, astfel încât stratul de argint să nu-și piardă luciul.
Binoclurile cu prismă Porro și cele cu prismă roof, care utilizează prisma roof Abbe-Koenig, de obicei nu sunt acoperite cu straturi de oglindire deoarece aceste prisme au o reflexie de 100 %, utilizând reflexia internă totală.

### Acoperiri de oglinzi dielectrice
Acoperirile dielectrice sunt utilizate în prismele roof Schmidt-Pechan, pentru a determina suprafețele prismei să acționeze ca o oglindă dielectrică. Acoperirea nemetalică dielectrică cu efect reflectorizant,  este formată din câteva materiale cu multe straturi ale căror indice de refracție alternează, înalt și jos, pe suprafețele reflectorizante ale prismei roof. Fiecare multistrat în parte reflectă o bandă îngustă de frecvențe de lumină, fiecare reglate la o culoare diferită, necesare pentru a reflecta lumina albă. Această acoperire multi-straturi crește reflexia de pe suprafețele prismei acționând ca un reflector de distribuire Bragg. O acoperire dielectrică bine concepută poate oferi o reflectanță mai mare de 99 % în spectrul luminii vizibile. Această reflexie este mult îmbunătățită în comparație cu o acoperire cu oglindă de aluminiu (87 % până la 93 %) sau o acoperire cu oglindă de argint (95 % până la 98 %).
Binoclurile cu prisma Porro și binoclurile cu prisma roof, care utilizează prisma roof Abbe-Koenig, nu utilizează acoperiri dielectrice, deoarece aceste prisme au o reflexie foarte ridicată, folosind reflexia internă totală în prismă, mai degrabă decât necesită o acoperire în oglindă.

### Termeni utilizați pentru descrierea straturilor de acoperire

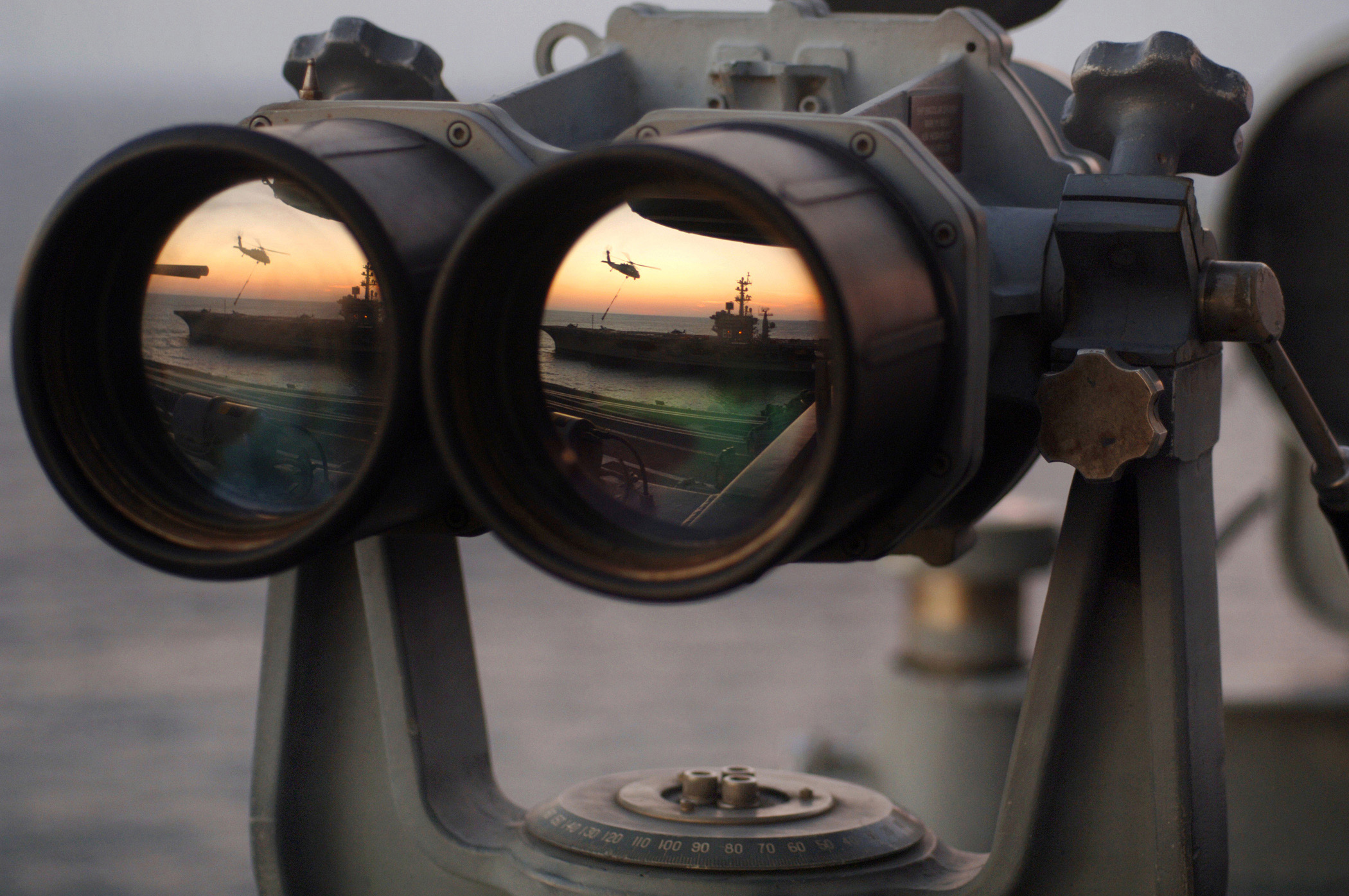
Acoperiri speciale antireflex pe binocluri mari navale

#### Pentru toate binoclurile
Prezența oricărui strat de acoperire este de obicei indicată pe binoclu prin următorii termeni:
- lentile optice acoperite: una sau mai multe suprafețe sunt acoperite antireflex cu un singur strat de acoperire.
- acoperire completă: toate suprafețele aer-la-sticlă sunt acoperite antireflex cu un singur strat. Totuși, dacă se folosesc lentile de plastic, acestea pot să nu fie acoperite.
- acoperire multiplă: una sau mai multe suprafețe au acoperiri antireflex cu mai multe straturi.
- acoperire multiplă-completă: toate suprafețele aer-la-sticlă au acoperiri antireflex cu mai multe straturi.

#### Doar pentru binoclurile numai cu prisme roof (nu este necesar pentru prismele Porro)
- acoperire-fază sau acoperire-P: prisma roof are acoperire de corectare a fazei;
- acoperire cu aluminiu: suprafețele de oglindire din prisma roof sunt acoperite cu un strat de aluminiu (implicit, dacă nu este menționată o acoperire);
- acoperire cu argint: suprafețele de oglindire din prisma roof sunt acoperite cu un strat de argint;
- acoperite cu dielectric: suprafețele de oglindire din prisma roof au o acoperire dielectrică.

## Utilizare

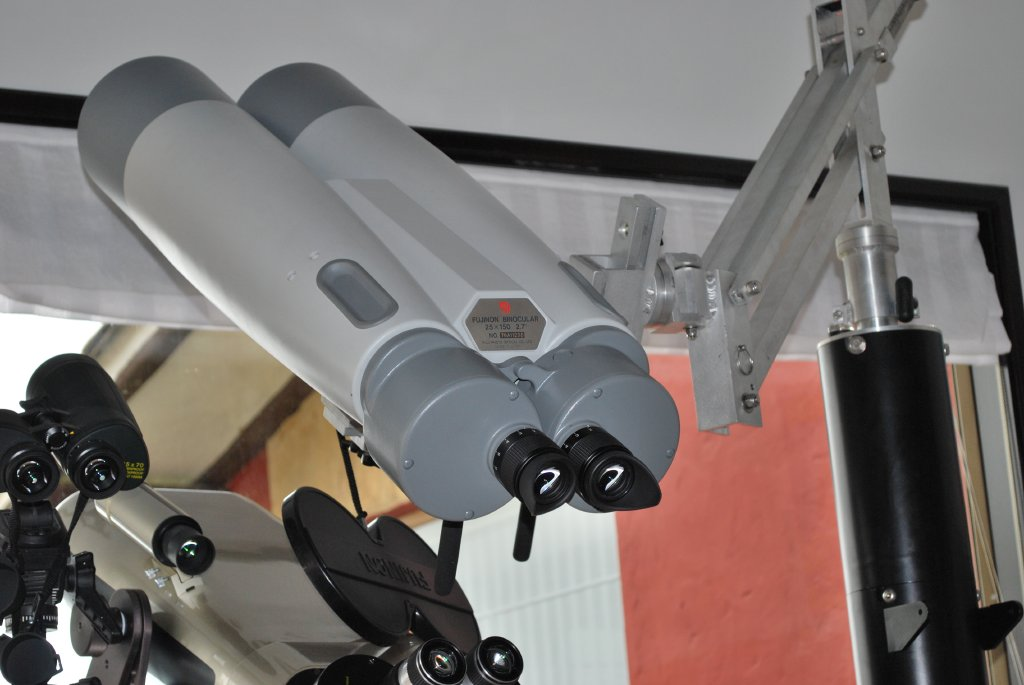
Binoclu de 25 × 150 adaptat pentru utilizare în astronomia de amatori

Binoclurile sunt utilizate în domeniile următoare, lista nefiind exhaustivă:
1. operațiuni militare

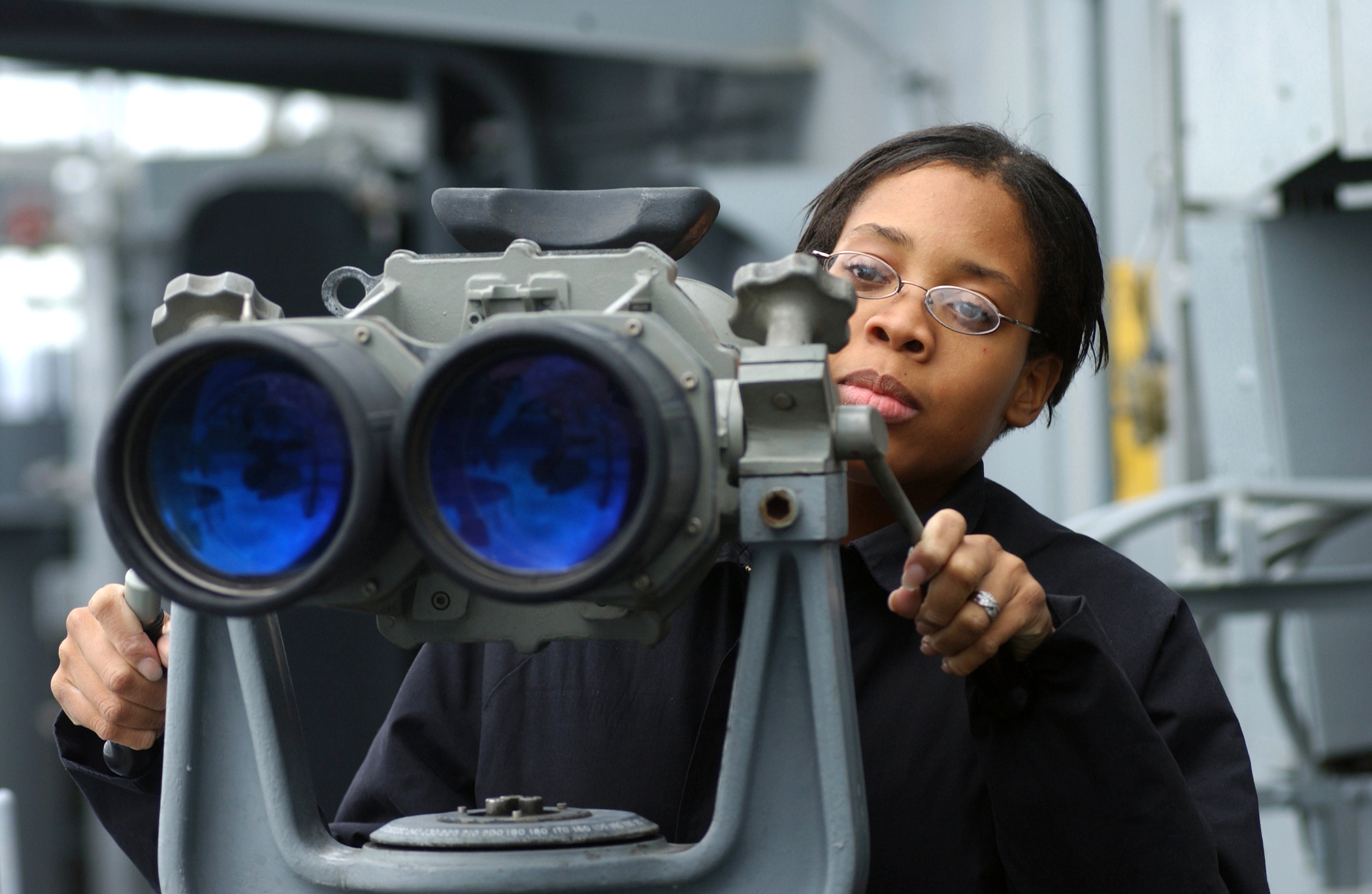
Binoclu naval

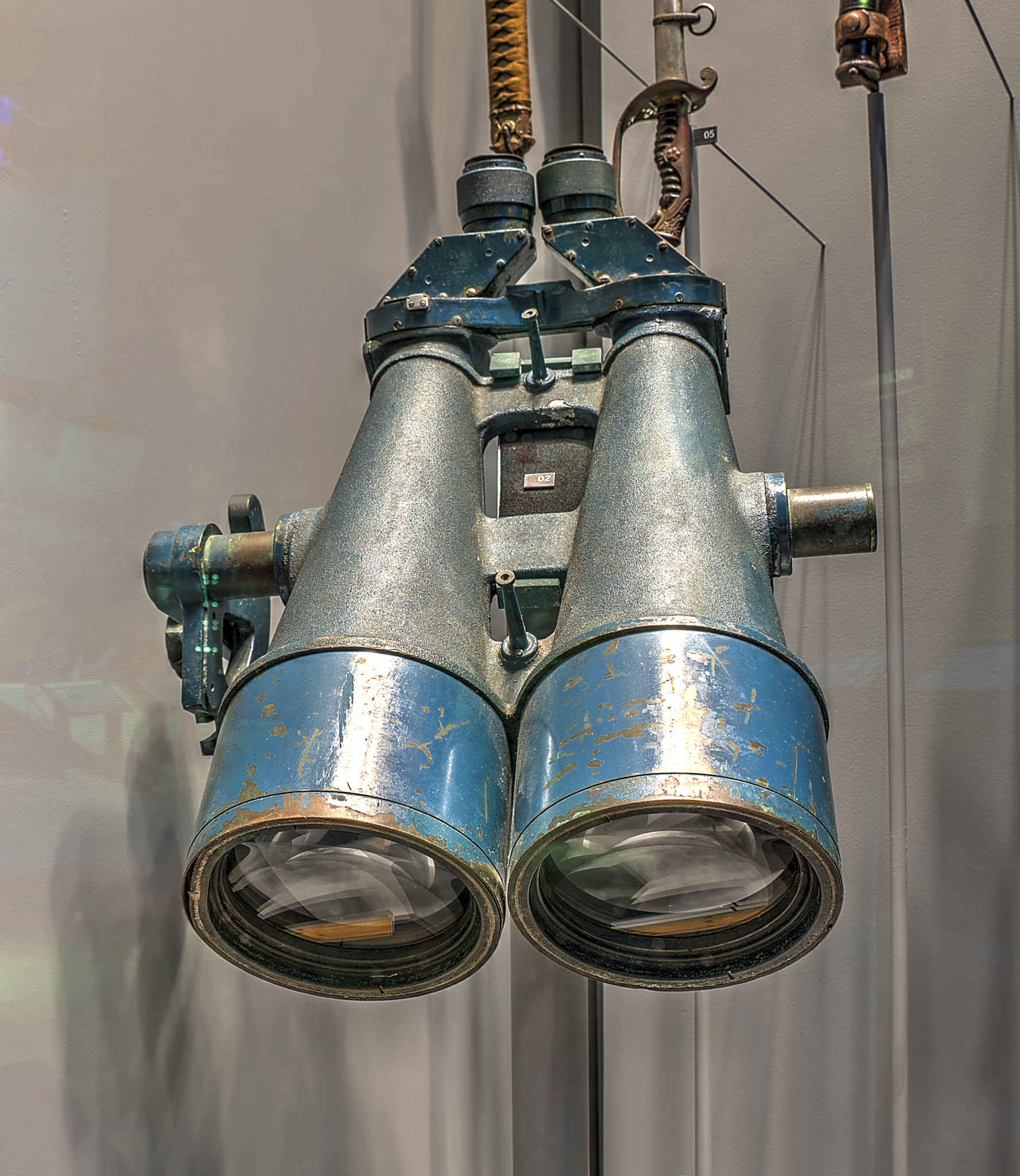
Binoclu din Nagato; expus la The National WWII Museum

Binoclurile au o istorie lungă de utilizare militară. Construcțiile galileene au fost utilizate pe scară largă până la sfârșitul secolului al XIX-lea, când au apărut construcțiile cu prisme Porro. Binoclurile construite pentru utilizări militare generale tind să fie mai rezistente decât celelalte modele. În general acestea evită soluțiile cu focalizare centrală datorită fragilității lor, preferând focalizarea independentă, ceea ce permite și o izolare mai simplă și mai rezistentă la apă. Seturile de prisme din binoclurile militare pot avea prismele acoperite cu straturi de aluminiu pentru a garanta că nu își pierd calitățile reflexive dacă se udă.
O variantă a fost „luneta-foarfecă”, o combinație de binoclu și periscop, adesea folosit în scopuri de artilerie. Aceasta a fost proiectată să fie folosită în tranșee, fiind ridicată doar câțiva centimetri deasupra parapetului, menținând astfel capul celui ce privește în siguranță.
Binoclurile militare din războiului rece au fost uneori prevăzute cu senzori pasivi, care au detectat emisii active de infraroșu, în timp ce cele moderne sunt de obicei echipate cu filtre care blochează razele laser, folosite ca arme. În plus, binoclurile concepute pentru utilizare militară pot avea un reticul stadimetric într-un singur ocular pentru a facilita estimarea distanțelor și mărimilor.
2. ornitologie
În ornitologie este recomandată folosirea unui suport (finnstick).
3. supravegherea și securitatea locurilor publice
4. asistență și securitate pe mare
5. astronomie de amatori
Binoclurile sunt utilizate pe scară largă de către astronomii amatori; câmpul lor larg de vizualizare le face utile pentru căutarea de comete și supernove (binoclurile gigantice) și de observare generală (binoclurile portabile). Binoclurile special concepute pentru observarea astronomică vor avea obiective de diametre mai mari (în gama de 70 mm sau 80 mm), deoarece diametrul lentilei obiectivului mărește cantitatea totală de lumină captată, prin urmare determină posibilitatea de a observa stele mai slab luminoase. Binoclurile concepute special pentru observarea astronomică (adesea de 80 mm și mai mari), sunt uneori proiectate fără prisme, pentru a permite o transmitere maximă a luminii. Astfel de binocluri au, de obicei, oculare care pot fi schimbate, pentru a varia grosismentul. Binoclurile cu grosisment mare și greutate mare necesită de obicei pentru a stabiliza imaginea un suport. În general o mărire de 10x este considerată limita practică pentru observarea cu binoclurile portabile. Binoclurile mai puternice decât 15×70 necesită suporturi. Au fost realizate și binocluri mult mai mari de către producătorii amatori de telescoape, folosind în mod esențial două lunete astronomice („refractare”) sau două telescoape („reflectoare”) dispuse paralel.

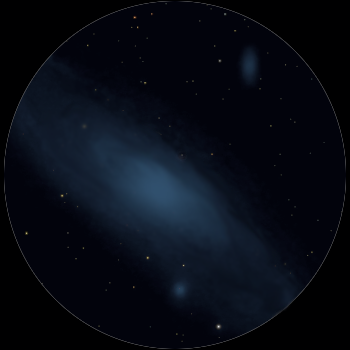
O imagine simulată a modului în care ar apărea galaxia Andromeda (Messier 31) printr-un binoclu

Binoclurile se dovedesc folositoare în observarea cerului profund (galaxii, nebuloase) datorită câmpului lor larg, vederii binoculare și luminozității lor. Construcțiile cu un grosisment mare sunt optime pentru observarea cometelor. De exemplu, astronomul amator japonez Yuji Hyakutake, folosind un binoclu de 25x150 a descoperit două comete: C/1995 Y1 (în decembrie 1995) și C/1996 B2 (în ianuarie 1996). Precizia și stabilitatea imaginilor fiind importante, binoclurile de astronomie sunt deseori echipate cu un adaptor permițând montarea pe un suport (trepied).
O relevanță deosebită pentru observarea în lumină slabă și în astronomie este raportul dintre puterea de mărire și diametrul obiectivului. Un grosisment mai mic oferă un câmp vizual mai larg, care este util în vizualizarea Căii Lactee și a obiectelor ca nebuloasele mari (numite obiecte de cer profund, cum ar fi nebuloasele și galaxiile). Un diametru al pupilei de ieșire mare (tip 7 mm cu 7x50) al acestor dispozitive are ca rezultat că este utilă doar o parte mai mică din lumina colectată, așa că nu pot fi folosite de persoane ale căror pupile nu se dilată suficient.
6. drumeții
7. sport și natură
8. pentru a aprecia un spectacol (binoclu de teatru, lornietă)
În primele trei cazuri se dorește observarea fără a fi văzut; binoclurile sunt, prin urmare, echipate cu parasolare pentru evitarea reflexiilor pe lentilele exterioare, aceste reflexii ar putea trăda observatorul. În afară de aceasta, unele binocluri militare sunt echipate cu dispozitive de amplificare de lumină sau de conversie a razelor infraroșii în lumină vizibilă, pentru vederea nocturnă.